# 1922 par pays en Europe
Chronologie de l'Europe : les événements par pays de l'année 1922 en Europe. Les événements thématiques sont traités dans 1922 en Europe.
1920 par pays en Europe - 1921 par pays en Europe - 1922 - 1923 par pays en Europe - 1924 par pays en Europe
1920 en Europe - 1921 en Europe - 1922 en Europe - 1923 en Europe - 1924 en Europe

## Allemagne
- 23 octobre : mise en service de la gare principale de Stuttgart qui est d'ailleurs toujours en activité aujourd'hui.

## France
- 25 juillet : mise en service de la section Jaca - Canfranc de la ligne de Saragosse à Canfranc.
- 1er août : catastrophe de Laguian-Mazous (Gers), qui fit 31 morts et une centaine de blessés.
- 8 novembre : ouverture de la première section de la ligne 9 du métro de Paris entre Exelmans et Trocadéro.